# Guam nos Jogos Olímpicos de Verão de 2024
Guam participou dos Jogos Olímpicos de Verão de 2024, realizados em Paris, na França. Foi a décima aparição do país nos Jogos Olímpicos desde a estreia em Seul 1988.
Foi representado por oito atletas que competiram em seis esportes, mas nenhum conquistou medalhas.

## Competidores
Esta foi a participação por modalidade nesta edição:
| Esporte        | Masculino | Feminino | Total |
| -------------- | --------- | -------- | ----- |
| Atletismo      | 1         | 1        | 2     |
| Canoagem       | 0         | 1        | 1     |
| Halterofilismo | 0         | 1        | 1     |
| Judô           | 0         | 1        | 1     |
| Lutas          | 0         | 2        | 2     |
| Triatlo        | 0         | 1        | 1     |
| Total          | 1         | 7        | 8     |

## Desempenho

### Atletismo
- Q = Qualificado para a próxima fase
- q = Qualificado para a próxima fase como o perdedor mais rápido ou, em eventos de campo, pela posição sem atingir o alvo para qualificação
- N/A = Fase não aplicável para o evento
- Bye = Atleta não precisou disputar aquela fase

Masculino
Eventos de pista
| Atleta       | Evento | Preliminar | Preliminar | Baterias    | Baterias    | Semifinal   | Semifinal   | Final       | Final       | Ref.  |
| Atleta       | Evento | Tempo      | Pos.       | Tempo       | Pos.        | Tempo       | Pos.        | Tempo       | Pos.        | Ref.  |
| ------------ | ------ | ---------- | ---------- | ----------- | ----------- | ----------- | ----------- | ----------- | ----------- | ----- |
| Joseph Green | 100 m  | 10.85      | 5          | Não avançou | Não avançou | Não avançou | Não avançou | Não avançou | Não avançou | [ 5 ] |

Feminino
Eventos de pista
| Atleta        | Evento | Preliminar | Preliminar | Baterias | Baterias | Semifinal   | Semifinal   | Final       | Final       | Ref.  |
| Atleta        | Evento | Tempo      | Pos.       | Tempo    | Pos.     | Tempo       | Pos.        | Tempo       | Pos.        | Ref.  |
| ------------- | ------ | ---------- | ---------- | -------- | -------- | ----------- | ----------- | ----------- | ----------- | ----- |
| Regine Tugade | 100 m  | 12.02      | 4 q        | 11.87    | 8        | Não avançou | Não avançou | Não avançou | Não avançou | [ 6 ] |

### Canoagem

#### Velocidade
Feminino
| Atleta            | Evento    | Eliminatórias | Eliminatórias | Quartas | Quartas | Semifinal   | Semifinal   | Final       | Final       | Ref.  |
| Atleta            | Evento    | Tempo         | Pos.          | Tempo   | Pos.    | Tempo       | Pos.        | Tempo       | Pos.        | Ref.  |
| ----------------- | --------- | ------------- | ------------- | ------- | ------- | ----------- | ----------- | ----------- | ----------- | ----- |
| Raina Taitingfong | C-1 200 m | 1:05.90       | 7             | 1:01.17 | 7       | Não avançou | Não avançou | Não avançou | Não avançou | [ 7 ] |
| Raina Taitingfong | K-1 500 m | 2:29.66       | 7             | 2:27.03 | 7       | Não avançou | Não avançou | Não avançou | Não avançou | [ 7 ] |

### Halterofilismo
Feminino
| Atleta         | Evento    | Arranco | Arranco | Arremesso | Arremesso | Total | Pos. | Ref.  |
| Atleta         | Evento    | Result. | Pos.    | Result.   | Pos.      | Total | Pos. | Ref.  |
| -------------- | --------- | ------- | ------- | --------- | --------- | ----- | ---- | ----- |
| Nicola Lagatao | Até 49 kg | 59      | 11      | 77        | 11        | 136   | 11   | [ 8 ] |

### Judô
Feminino
| Atleta       | Evento    | Primeira fase         | Oitavas              | Quartas              | Semifinais           | Repescagem           | Final / DB           | Final / DB | Ref.  |
| Atleta       | Evento    | Adversário Resultado  | Adversário Resultado | Adversário Resultado | Adversário Resultado | Adversário Resultado | Adversário Resultado | Pos.       | Ref.  |
| ------------ | --------- | --------------------- | -------------------- | -------------------- | -------------------- | -------------------- | -------------------- | ---------- | ----- |
| Maria Escano | Até 57 kg | GUI M Esteves D 00–10 | Não avançou          | Não avançou          | Não avançou          | Não avançou          | Não avançou          | =17        | [ 9 ] |

### Lutas

#### Livre
Feminino
| Atleta            | Evento    | Oitavas                | Quartas              | Semifinais           | Repescagem           | Final / DB           | Final / DB  | Ref.   |
| Atleta            | Evento    | Adversário Resultado   | Adversário Resultado | Adversário Resultado | Adversário Resultado | Adversário Resultado | Pos.        | Ref.   |
| ----------------- | --------- | ---------------------- | -------------------- | -------------------- | -------------------- | -------------------- | ----------- | ------ |
| Mia-Lahnee Aquino | Até 53 kg | CHN Pang Q D 0–10ST    | Não avançou          | Não avançou          | Não avançou          | Não avançou          | Não avançou | [ 10 ] |
| Rckaela Aquino    | Até 57 kg | BRA G Penalber D 0–2VT | Não avançou          | Não avançou          | Não avançou          | Não avançou          | Não avançou | [ 11 ] |

### Triatlo
Feminino
| Atleta        | Evento     | Tempo            | Tempo   | Tempo            | Tempo   | Tempo           | Tempo | Pos. | Ref.   |
| Atleta        | Evento     | Natação (1,5 km) | Trans 1 | Ciclismo (40 km) | Trans 2 | Corrida (10 km) | Total | Pos. | Ref.   |
| ------------- | ---------- | ---------------- | ------- | ---------------- | ------- | --------------- | ----- | ---- | ------ |
| Manami Iijima | Individual | 26:38            | 1:02    | DNF              | DNF     | DNF             | DNF   | DNF  | [ 12 ] |